# Reintegracionismo

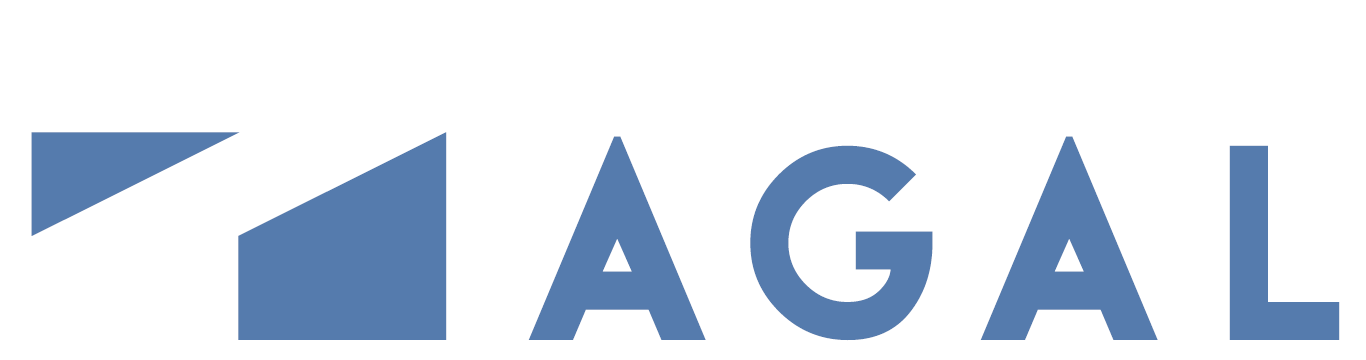
Associaçom Galega da Língua.

O reintegracionismo é um movimento social que pretende a reintegração da língua galega no âmbito linguístico português e de adaptar a ortografia galega à desse âmbito. Também é a corrente linguística que defende estas teses.

Na actualidade existem na Galiza duas correntes de opinião sobre a língua galega:
1. A oficial percebe o galego e o português como duas línguas distintas e assim adota umas normas ortográficas diferenciadas do padrão português, mas quase idênticas às do espanhol, oposta à tradição etimológica histórica. É a visão da maioria dos agentes sociais e organizações públicas que dependem do governo. É denominada "isolacionista" pelos partidários do reintegracionismo.
2. A reintegracionista considera o galego, ao qual também denominam "galego-português", "português da Galiza" ou "portugalego", como uma variedade mais do galego-português medieval e do português atual no mundo e assim usa uma norma ortográfica comum ou muito semelhante. As primeiras propostas de normas reintegracionistas do galego datam de 1983, com o Estudo Crítico das “Normas Ortográficas e Morfolóxicas do Idioma Galego” . Vindo a ser revistas, sob a chancelaria da Através editora em 2017 saíram as normas da "Ortografia Galega Moderna,[2][3] confluente com o português no mundo", que atendendo aos critérios da AGAL visam abranger todas as possibilidades de uso desta corrente.

## Versão mais ampla
O lusismo ou reintegracionismo é um movimento cultural, além de linguístico, e corrente de opinião, que sustenta o facto de o galego pertencer à língua histórica conhecida mundialmente pelo nome de português ou língua portuguesa. Ou seja, como primeira ideia, defendem que os falares galegos fazem parte do mesmo diassistema linguístico, até o de agora realizado por duas normas orais nacionais, as padronizadas em Portugal e nos PALOPs, e no Brasil, às quais caberia acrescentar uma outra galega em formação.
A segunda ideia do dito lusismo é a língua da Galiza estar "contaminada" de castelhano, procurando a regeneração da língua no território aproximando-a (ou diretamente mergulhando-a) no português moderno.
Por consequência, os reintegracionistas ou lusistas acreditaram que a normativa escolar do galego, arbitrada pela governamental Real Academia Galega e refletida nas NOMIGa (Normas Ortográficas e Morfológicas do Idioma Galego) era inadequada, dado que nessa norma dão por irreversível a castelhanização do galego. 
A última reforma destas normas escolares, em 2003, aceita essa visão e conserva os traços espanhóis mais característicos, tais como a letra ñ, o dígrafo ll, os sufixos -ería, -ble, -ción, e as regras de acentuação; as escolhas lexicais também dão mais preferência a vocábulos de origem castelhana.
Do outro lado, como norma de transição para o português corrente, a AGAL (Associaçom Galega da Língua) e outros grupos utilizaram uma norma gráfica galego-portuguesa próxima da portuguesa comum: nh, lh, com ~ ("til") unicamente nos plurais (ões); -aria, -vel, mas com certos traços foneticistas can-çom, em vez de can-ção.
Outros agrupamentos, como o MDL (Movimento Defesa da Língua hoje em dia sem atividade), utilizaram a Norma AGAL e a portuguesa indiferentemente, enquanto a AAG-P (Associação de Amizade Galiza-Portugal) e as IFG-P (Irmandades da Fala da Galiza e Portugal) optaram pela norma acordada em Lisboa de que são defensores na Galiza (Novo acordo ortográfico de 1990). 
Em Portugal, e em todo o mundo lusófono estes movimentos são secundados pelo MIL: Movimento Internacional Lusófono e apoiados pelos "Colóquios da Lusofonia".
O termo "reintegracionismo" representa menor contestação e é utilizado dentro do território com maior frequência frente ao termo "lusismo" (utilizado até como insulto pelos oficialistas) por possuir uma suposta posição de aproximação mais lenta ou menor, aceitando posições intermédias sobre a adoção progressiva da ortografia portuguesa. Contudo, lusismo e reintegracionismo procuram os mesmos objetivos. 
Se fosse possível a distinção, teria de ser atribuído ao lusismo a adoção da nova ortografia e de maiores doses de morfologia portuguesa, com o uso de léxico comum e também do próprio galego, enquanto o reintegracionismo usaria peculiaridades galegas (ditas "nacionais") na ortografia e na morfologia (sobretudo verbal), para além de coincidir com o lusismo nos usos lexicais.
Seja como for estes movimentos baseiam a sua convicção em serem os autênticos defensores do galego mais genuíno e da identidade lusófona da Galiza, face ao que consideram posicionamentos "castelhanistas".
Promotores do reintegracionismo são ou foram a Associaçom Galega da Língua (AGAL), o Movimento Defesa da Língua (MDL, sem atividade), a Associação de Amizade Galiza-Portugal (AAG-P), as Irmandades da Fala da Galiza e Portugal (IFG-P sem atividade), a Associação Sócio-Pedagógica Galaico-Portuguesa (AS-PGP sem atividade), a criada em 2008 Academia Galega da Língua Portuguesa e diferentes associações cívicas locais, nomeadamente os chamados 'centros sociais' que nas últimas décadas têm surgido em diferentes vilas e cidades da Galiza para realizar trabalho cultural e linguístico nos bairros com uma orientação reintegracionista.
No ensino existem umas poucas escolas cooperativas chamadas de "Escolas Semente" em que as matérias são estudadas sob esta visão da língua. 
Já no âmbito político, as forças de referência espanhola costumam ser mais refractárias face ao reintegracionismo, apoiando a normativa oficial. Os partidos e forças nacionalistas e independentistas galegas têm uma orientação mais reintegracionista, mas a corrente maioritária, o Bloco Nacional Galego BNG e a Em Maré (En Marea), assume esses princípios só num plano teórico, enquanto a minoritária esquerda independentista Causa Galiza usa a forma gráfica reintegracionista já desde 1985, quando foi aprovada pela extinta organização Galiza Ceive (OLN).
O Concelho de Corcubiom foi a primeira instituição pública a utilizar esta norma gráfica como mais uma opção na sua web. Atualmente o Diário Oficial da Galiza (DOGA) permite a sua visualização em português, galego e castelhano.
O lusismo teve vários sucessos de renome entre os que se contam a aceitação pelo parlamento espanhol e parlamento galego da recepção das televisões portuguesas na Galiza ou a aprovação da ILP Paz-Andrade para a promoção do ensino do português comum no território (mas sob o nome de Português Língua estrangeira  em convívio ao lado da matéria de língua galega grafada à castelhana).
A Academia Galega da Língua Portuguesa faz parte dos observadores consultivos da CPLP.
Em 2018 em debate parlamentar foi aprovada uma resolução no Parlamento da Galiza solicitando ao governo galego iniciar trâmites para a incorporação do território na CPLP. 